# The Dust Factory
The Dust Factory (La fábrica de sueños en español) es una película del género dramático filmada en Estados Unidos en 2004. Una de las primeras películas de Hayden Panettiere, que la lanzó a la fama.

## Argumento
Un adolescente de trece años con serios traumas (no ha hablado desde que presenciara la muerte de su progenitor a los nueve años) llega accidentalmente, tras haber caído de un puente, al mundo fantástico de The Dust Factory, una especie de limbo donde todo puede ocurrir. Ahí conoce a Melanie (Hayden Panettiere), una bella jovencita.
Comienzan un camino de conocimientos de sí mismos. Interviniendo los miedos de la infancia con las contrariedades de la adolescencia. Juntos tratan de sobreponerse a sus temores, logrando un acercamiento intenso entre ambos personajes.

## Reparto
- Armin Mueller-Stahl como Abuelo Randolph.
- Hayden Panettiere como Melanie Lewis.
- Ryan Kelley como Ryan Flynn.
- Kim Myers como Angie Flynn.
- George De La Pena como Ringmaster.
- Michael Angarano como Rocky Mazzelli.
- Peter Horton como Lionel.
- Kyle Hansen como Rennie.
- Javier Perales Castro como Trapeze Catcher.
- Ayanna Berkshire-Cruse como Hope.
- Shuhe como Sorrow.
- Robert Blanche como Ryan Flynn.